# Андреева, Айя
А́йя Андре́ева (латыш. Aija Andrejeva; род. 16 января 1986 года, г. Огре, Латвийская ССР), также известная под именем А́йша (англ. Aisha) — латвийская певица и актриса музыкального театра. Представляла Латвию на Евровидении «2010» где заняла последнее место в полуфинале.

## Биография
Родилась в семье солиста латвийской хард-рок-группы «Opus Pro» Олега «Алекса» Андреева. 
В 5 лет Айя заняла второе место в конкурсе юных вокалистов «Cālis’91».
Айша представляла Латвию на Новой волне 2009 в Юрмале и выиграла приз зрительских симпатий «Бриллиантовая волна».
В 2010 году выиграла Латвийский национальный финал Eirodziesma и представляла Латвию на конкурсе песни «Евровидение 2010» в Осло, (Норвегия), с песней «What For?». 12 мая выступала в 1 полуфинале и заняла последнее 17 место.

## Личная жизнь
20 июня 2013 года вышла замуж за Томса Берзиньша в Валмиере, однако в 2016 году супруги развелись. С 2021 года Айя замужем за певцом Янисом Айшпурсом.

## Дискография
- 2012 — Grāmatzīme
- 2013 — Mežā
- 2018 — Mēs Pārejam Uz Tu
- 2020 — Es Iešu Tālāk